# Amomum macrodons
Amomum macrodons là một loài thực vật có hoa trong họ Gừng. Loài này được Benedetto Scortechini mô tả khoa học đầu tiên năm 1886, nhưng trong bản in bị lỗi (theo Schumann, 1904) thành Amomum macrodous. John Gilbert Baker khi viết về Scitamineae trong quyển 6 sách Flora of British India năm 1892 cho rằng nó là Amomum macrodus, và điều này dẫn tới danh pháp Hornstedtia macrodus của Karl Moritz Schumann năm 1904. Hiện tại, các cơ sở dữ liệu thực vật không thống nhất về các danh pháp này. Cụ thể: 
- World Checklist of Selected Plant Families và The Plant List sử dụng Amomum macrodons[1][2] và Hornstedtia macrodons;[9][10]
- IPNI sử dụng Amomum macrodus và Hornstedtia macrodus;[4][7]
- Tropicos sử dụng Amomum macrodous và Hornstedtia macrodons.[5][8]

## Phân bố
Loài này có tại Perak, Malaysia bán đảo.

## Mô tả
Lá thuôn dài- hình mũi mác, cụm hoa dạng bông, nhỏ, gần hình cầu, có cuống ngắn, lá bắc hình trứng-hình mũi mác nhỏ, [cánh] môi không dài hơn các đoạn tràng hoa, mép thuôn dài cuốn trong, mào bao phấn nhỏ cắt cụt. Thân lá thanh mảnh, dài 2 ft. Lá hình đuôi, 6-8 × 2-3 inch. Cụm hoa dạng bông đường kính 1 inch; lá bắc màu đỏ, nhẵn nhụi, 0,5 inch. Đài hoa có mo, 0,5 inch. Ống tràng hoa dài bằng một nửa đài hoa; các đoạn thuôn dài, 0,25 inch. Môi chẻ đôi, đỉnh màu vàng, bên trong màu tía về phía đáy; các nhị lép nhỏ phát triển; mào bao phấn nguyên; các ngăn song song, nhẵn nhụi.